# 이대근 (조선)
이대근(李大根, ? ~ ?)은 조선 전기의 문신이다. 자(字)는 불발(不拔), 본관은 우계(羽溪)이다. 순흥읍지, 재향지에 의하면 금성대군이 사형당한 자리에 금성단을 세웠다 한다.

## 생애
출생년대와 생일은 전하지 않으며 홍치9년병진윤3월초3일생원진사방(弘治九年丙辰閏三月初三日生員進士榜)에도 그의 생년이 기록되지 않았다. 아버지는 도촌 이수형이고 어머니는 문절공 무송헌 김담(金淡)의 딸 예안김씨이다. 연산 2년(1496)에 식년과 생원시에 3등으로 합격하여 생원이 되고 음직으로 사헌부 감찰과 홍천현감을 역임하였다. 그가 선영길에 순흥 청다리를 지날 때마다 말이 피해가기에 살펴보니 금성대군이 화를 당한 곳이었다. 그날 밤 금성대군이 그의 꿈에 현몽하여 봉축하고 단을 쌓았다.
언제 관직에 처음 입사했는지는 알수 없으나 1496년 이전에 이미 관상감주부로 재직하고 있었다. 음보(蔭補)로 출사하여 선교랑 관상감 주부(觀象監主簿)가 되었으며, 연산(燕山)2년 병진(丙辰1496)년에 생원시에 입격하고 성균관에 들어가 성균관 생원(生員)이 되었다. 그 뒤 통훈대부로 승진, 사헌부 감찰을 거쳐 홍천현감으로 나갔다.
《순흥읍지(順興邑誌)》에 의하면 그는 선영을 다녀오던 중 순흥 청달리를 지날 때 그가 탄 말이 길을 피하여 비껴가는 곳이 있으므로 이를 이상하게 여겨 하마 후 살펴본 뒤 이곳이 금성대군이 피흘린 곳이라 생각하여 의심을 품은 채 지나갔다. 그날 밤 이대근의 꿈에 금성대군(錦城大君)이 나타나 그 곳은 자신이 피흘린 곳임을 말함으로써 곧 부사(府事)와 함께 사람을 시켜 조사한 후 이 곳을 봉축하고 단을 쌓았다. 이를 금성단(錦城壇)이라 부른다.
경상북도 봉화군 봉화읍 도촌리 사제동 후곡 아도유좌 상하연봉 고상비하 제사가 있고 10월12일에 시제를 지낸다.

## 참고 문헌
- 순흥읍지[쪽 번호 필요]
- 안정구, 재향지
- 홍치9년병진윤3월초3일생원진사방(弘治九年丙辰閏三月初三日生員進士榜) (『충재선조부군진사방목(冲齋先祖府君進士榜目)』), 권벌 종가 전적(權橃宗家典籍), 보물 제896-2호)

1. ↑  홍치9년병진윤3월초3일생원진사방(弘治九年丙辰閏三月初三日生員進士榜) (『충재선조부군진사방목(冲齋先祖府君進士榜目)』), 권벌 종가 전적(權橃宗家典籍), 보물 제896-2호)